# Johan Svendsen
Pour les articles homonymes, voir Svendsen.
Johan Svendsen est un compositeur, violoniste et chef d'orchestre norvégien, né  à Christiania (aujourd'hui Oslo) le 30 septembre 1840 et décédé à Copenhague le 14 juin 1911.

## Biographie
Il a vécu l'essentiel de sa vie à Copenhague, la capitale du Danemark. Svendsen apprend le violon depuis l’enfance et commence une carrière qui le mène en Allemagne où, conscient des lacunes de sa formation, il fait appel à Carl Reinecke et Ernst Friedrich Richter au Conservatoire de Leipzig entre 1863 et 1867. Il commence à diriger à partir de 1860. Dès 1865, des problèmes aux doigts l’orientent vers la composition. Il retourne en Norvège où il est apprécié à la fois comme compositeur et comme chef d'orchestre. Grieg lui-même l’admire pour ces deux raisons. Il se rend ensuite en France et en Allemagne à l'invitation de son ami Richard Wagner à jouer dans l’orchestre lors de la pose de la première pierre à Bayreuth. Il rentre en Norvège en 1872, mais sa très grande réputation de chef le fait voyager de nouveau en Europe. Il s’installe à Copenhague où Nielsen joue sous sa baguette. 
Ses œuvres s’inscrivent dans la forme classique, mais sont aussi parfois marquées par Franz Liszt, voire par des compositeurs nordiques de la génération précédente, tels que le suédois Franz Berwald et le danois Niels Gade. Contrairement à son contemporain et ami Edvard Grieg, Svendsen est en premier lieu réputé pour ses qualités d'orchestrateur et le raffinement dynamique ainsi que le coloris de ses œuvres. Tandis que Grieg a privilégié les compositions pour petits ensembles, Svendsen a quant à lui principalement composé pour l'orchestre.
Sa partition la plus fameuse est la romance pour violon et orchestre, mais on retiendra de lui aussi deux symphonies, des concertos pour violon et pour violoncelle et de belles rhapsodies pour orchestre.

## Œuvre
Johan Svendsen laisse 40 œuvres, dont : 
- Quatuor à cordes en la mineur, op. 1
- Octet, op. 3
- Symphonie nº 1 en ré majeur, op. 4 (1865-66)
- Concerto pour violon, op. 6 (1868-70)
- Concerto pour violoncelle, op. 7 (1871)
- Symphonie nº 2 en si bémol majeur, op. 15 (1877)
- Rhapsodies norvégiennes pour orchestre, op. 17,19,21,22
- Romance en sol pour violon et orchestre, op. 26